# Juan XXII
Juan XXII (Cahors, 1244-Aviñón,  4 de diciembre de 1334) fue el papa 196.º de la Iglesia católica, de 1316 a 1334 y segundo papa del pontificado de Aviñón.

## Orígenes y formación
Nacido Jacques Duèze, era hijo de un zapatero de la localidad francesa de Cahors, donde hizo sus primeros estudios, posiblemente con los dominicos de dicha población. 
Estudió teología y leyes en su ciudad natal, en Montpellier y en París, para convertirse después en profesor de derecho en Toulouse.

## Carrera eclesiástica
Inició su carrera en la Iglesia como arcipreste de Cahors;  posteriormente fue nombrado obispo de Fréjus en 1300, bajo las recomendaciones de Carlos II de Anjou, rey de Nápoles. 
En 1309, Carlos II, lo nombraría canciller, cargo que previsiblemente dejaría a la muerte del rey, en el mismo año, para ir a la nueva sede papal de Aviñón como arzobispo en 1310.
En 1312 es creado cardenal por el papa Clemente V, con el título de San Vital; y más tarde, en 1313, será elevado al rango de cardenal-obispo con el título de Porto-Santa Rufina.

## Pontificado

### El cónclave

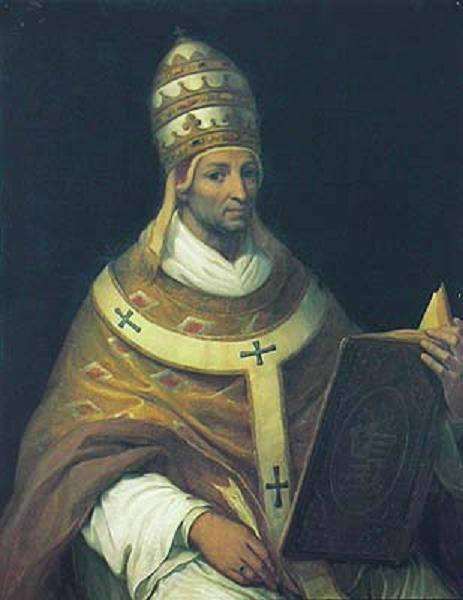
Retrato de Juan XXII por Henri Serrur, (realizado a partir de una miniatura de 1316)

Su elección como papa se produjo el 7 de agosto de 1316, tras un interregno de casi dos años en el que el trono de San Pedro permaneció vacante debido a la división existente en el cónclave reunido en Carpentras, donde los cardenales, divididos en tres facciones de italianos, gascones y franceses, proponían tres candidatos diferentes.
El rey Felipe V de Francia puso término a la situación convocando en Lyon un cónclave en el que, con la asistencia de veintitrés cardenales, resultó elegido Jacques Duèze, que fue coronado el 5 de septiembre de 1316 con el nombre de Juan XXII y fijó su residencia en Aviñón.

### Enfrentamiento con el Sacro Imperio Romano Germánico
En 1314 se había producido una doble elección al trono del Sacro Imperio Romano Germánico, disputado entre Luis IV de Baviera, duque de Baviera, y Federico de Habsburgo, el Hermoso, duque de Austria. El pontífice tuvo que intervenir en ese conflicto, que se prolongaría hasta 1322. En esa fecha Luis venció, en la batalla de Mühldorf, a Federico, quien renunció a su pretensión al trono en 1325.
En 1323, Juan XXII, que había reclamado una especie de regencia sobre el trono mientras no se solucionase la disputa entre los dos aspirantes al trono, se negó a reconocer a Luis como rey (formalmente como Rey de Romanos) alegando que este había asumido el título sin su confirmación, negándose a coronarlo como emperador del Sacro Imperio Romano Germánico y excomulgándolo en 1324 bajo la acusación de herejía, al haber ofrecido su protección a Guillermo de Ockham, a Marsilio de Padua y a Miguel de Cesena entre otros pensadores heterodoxos.
Entre estos cabe destacar la figura de Marsilio de Padua, quien escribió el Defensor pacis, una obra claramente a favor de la política de Luis y en contra de las pretensiones del papa, donde, entre otras cosas, resalta la idea de que la Iglesia debe someterse al Estado y no al contrario, y que el concilio de obispos reunidos es superior al papa. Juan XXII anatematiza dicha obra el 23 de octubre de 1327 con la bula Licet iuxta doctrinam.
Luis contestó invadiendo la península italiana al frente de un poderoso ejército que le permitió ocupar Roma. El 17 de enero de 1328 fue coronado como emperador del Sacro Imperio Romano Germánico en la basílica de San Pedro de manos del prefecto laico Sciarra Colonna, el mismo que participó en el atentado de Anagni. El emperador depuso al Papa acusándolo de herejía y proclamando como nuevo papa al franciscano espiritual, Pedro de Corvara, quien tomó el nombre de Nicolás V, el primer antipapa italiano de la historia.
El pueblo romano, oprimido por la ocupación militar de su ciudad y por la excomunión que Juan XXII había lanzado sobre la misma, se sublevó y obligó a Luis a que abandonse Roma en agosto de 1328. El cisma en el seno de la Iglesia fue efímero, ya que el antipapa Nicolás V renunció en 1330 a su nombramiento y se sometió a Juan XXII.

### El conflicto entre los franciscanos
En el seno de la orden franciscana se había producido en 1245 una división entre los llamados conventuales y los franciscanos espirituales, radicales que defendían un ideal de pobreza absoluta alegando que tanto Jesús como sus discípulos carecían de posesiones ni individuales ni comunitarias. Este conflicto llevó a una seria división dentro de la orden franciscana. Por lo que Juan XXII el 7 de octubre de 1317, por medio de la bula papal Quorumdam exigit ordenó que los así llamados espirituales, que habían iniciado formas de vida eremítica, se sometieran a la obediencia de los superiores de su comunidad.
Posteriormente, con la bula papal Sancta Romana, del 30 de diciembre de 1317, fueron condenados los rebeldes bajo sus distintas denominaciones: fraticelli, fraticelos, etc., y poco después la bula papal Gloriosam Ecclesiam del 23 de enero de 1318, con la que los espirituales desobedientes y contumaces fueron definitivamente condenados, acaba con los últimos grupos de espirituales afincados en Sicilia. Se ha estimado que, durante su pontificado, Juan XXII habría entregado a 114 franciscanos espirituales a la Inquisición para ser quemados en la hoguera.
Pero en la orden franciscana todavía se sucedieron varias alternativas de lucha en torno a la pobreza. Las declaraciones realizadas por el capítulo general de Perusa, celebrado en 1322, mueven al papa a redactar la bula papal Cum inter nonnullos del 12 de noviembre de 1323, condenando como herética la doctrina de los espirituales de Perusa. Después, dictó una orden en 1328, deponiendo al ministro general de la orden Miguel de Cesena, rebelde a la autoridad pontificia por la bula papal Cum Michaël de Caesena del 28 de mayo de 1328 y excomulgándolo el 6 de junio de 1329 por la bula papal Dudum ad nostri.
Juan XXII nombra a Bertrand Augier de la Tour como vicario general de la orden y le encarga la celebración de un nuevo capítulo general (celebrado en París en 1329) que elija al nuevo ministro general de los franciscanos, resultando electo Gerardo Odónis.

### La doctrina de la visión beatífica
Un gran problema, de tipo doctrinal, en el que se vio inmerso Juan XXII durante los últimos años de su pontificado fue su postura sobre la visión beatífica.
Según la doctrina católica, aquellos que mueren en estado de gracia verán a Dios a la espera del Juicio Final. Antes de su elevación al solio pontificio, Juan XXII había escrito un tratado en el que declaró que las almas de los justos que partían no ven a Dios sino hasta después del Juicio Final. Él propuso la misma enseñanza en sus sermones, por lo que encontró gran oposición de muchos teólogos que se adherían a la común opinión de que los justos ven inmediatamente a Dios, antes de la resurrección de los muertos y el Juicio Universal. En consecuencia, el punto de vista de Juan XXII se consideró herético por muchos teólogos de la época de las universidades de Oxford y de París.
El emperador Luis, apoyado por sus consejeros Marsilio de Padua y Guillermo de Ockham, apeló a un concilio ecuménico para condenar al papa como hereje y elegir un digno sucesor; además, fue uno de los motivos aducidos por el emperador, tras su coronación en Roma, para deponer al papa y forzar la elección del antipapa Nicolás V.
El papa se defendió de esta acusación manifestando que la Iglesia no tenía sobre este punto una doctrina oficial (la fijaría su sucesor Benedicto XII) y que, además, no había expuesto su postura ex cathedra, lo que le permitió retractarse antes de morir.

### Canonizaciones
Durante su pontificado, Juan XXII canonizó a Tomás de Aquino (1323), Thomas de Cantilupe (1320) y Luis de Tolosa (hijo de Carlos II d'Anjou).

### Otros acontecimientos
Al papa Juan XXII se debe la institución del Tribunal de la Sagrada Rota y de la fiesta de la Santísima Trinidad.
En el año 1316, Juan XXII introduce la Octava de la fiesta del Corpus Christi, con exposición del Santísimo Sacramento.
Promulgó la bula papal In agro dominico del 27 de marzo de 1329, en la que se condenaban 28 proposiciones del Maestro Eckhart (quien había fallecido recientemente), 17 como heréticas y 11 como sospechosas.
Decretó la prisión y posterior excomunión del profesor franciscano Guillermo de Ockham acusado de enseñar herejía.

## Fallecimiento
Falleció el 4 de diciembre de 1334, después de dieciocho años de pontificado. La causa de su fallecimiento es desconocida. Fue sepultado en la catedral de Aviñón en un magnífico mausoleo gótico, destruido en la época de la Revolución francesa.

## Juan XXII en la literatura
Dante, en la Divina comedia, cita dos veces a Juan XXII en el cántico del Paraíso. (Dante Alighieri, Divina Commedia, Par., XVIII, 130-136; y XXVII, 58-60).
El comerciante erudito del siglo XIV Giovanni Villani menciona en el tomo XI de su afamada crónica (Nuova Cronica) que, según datos sacados de los tesoreros del papa, Juan XXII dejó a su muerte en Aviñón un tesoro de monedas y metales preciosos por valor de veinticinco millones de florines de la época. En el siglo XIX reproducirán este dato, basándose en la misma fuente, los historiadores Jacob Burckhardt (La cultura del Renacimiento en Italia) y Edward Gibbon (Historia de la decadencia y caída del Imperio Romano).
Las profecías de san Malaquías se refieren a este papa como De surore osseo (Del zapatero de Ossa), cita que hace referencia al oficio de su padre y a que era miembro de la familia Heusse (Ossa).
Umberto Eco ambienta su novela El nombre de la rosa en la época del pontificado de Juan XXII, colocando en boca de algunos personajes, en varias ocasiones, improperios hacia el pontífice. En el texto se puede entrever toda la problemática entre los franciscanos espirituales y los conventuales, además de los problemas teológicos y políticos del tiempo.
En la serie de novelas Los reyes malditos de Maurice Druon, se hace referencia al papa Juan XXII como un gran líder, sobre todo en los libros IV y V.